# Иден (Ајдахо)
Иден (енгл. Eden) град је у америчкој савезној држави Ајдахо.

## Демографија
По попису из 2010. године број становника је 405, што је 6 (-1,5%) становника мање него 2000. године.
| Група             | 2000.       | 2010.       |
| Белци             | 344 (83,7%) | 295 (72,8%) |
| Афроамериканци    | 0 (0,0%)    | 0 (0,0%)    |
| Азијати           | 0 (0,0%)    | 0 (0,0%)    |
| Хиспаноамериканци | 63 (15,3%)  | 108 (26,7%) |
| Укупно            | 411         | 405         |